# 霍華德縣 (德克薩斯州)
霍華德縣（英語：Howard County）是美國德克薩斯州西部的一個縣。面積2,342平方公里。根據美國2000年人口普查，共有人口33,627人。縣治大斯普林（Big Spring）。
成立於1876年8月21日。縣名紀念眾議員沃爾尼·E·霍華德（Volney Erskine Howard）。